# Von Gimborn Arboretum

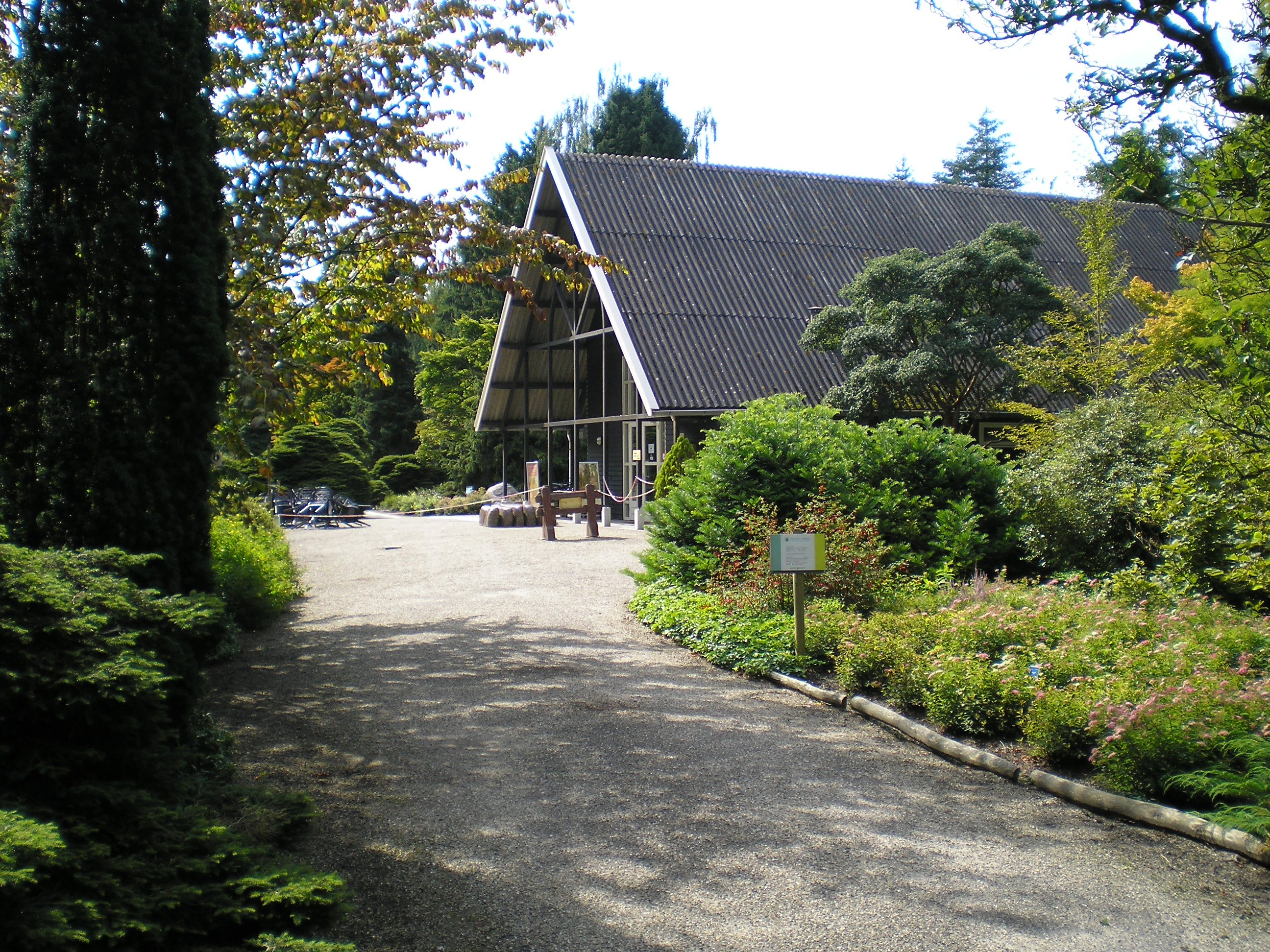
Doorn (Paesi Bassi): il Von Gimborn Arboretum

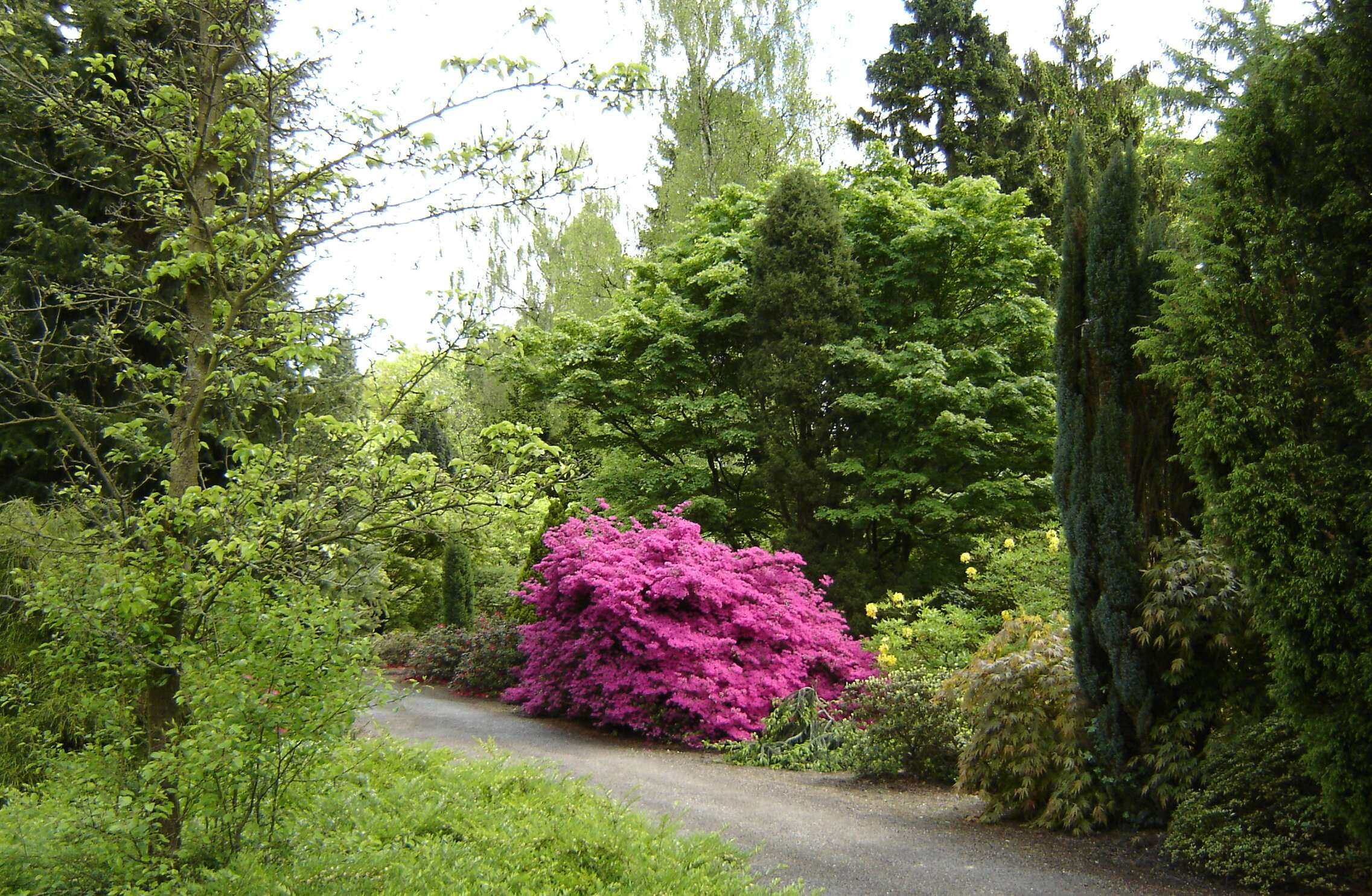
Piante nel Von Gimborn Arboretum

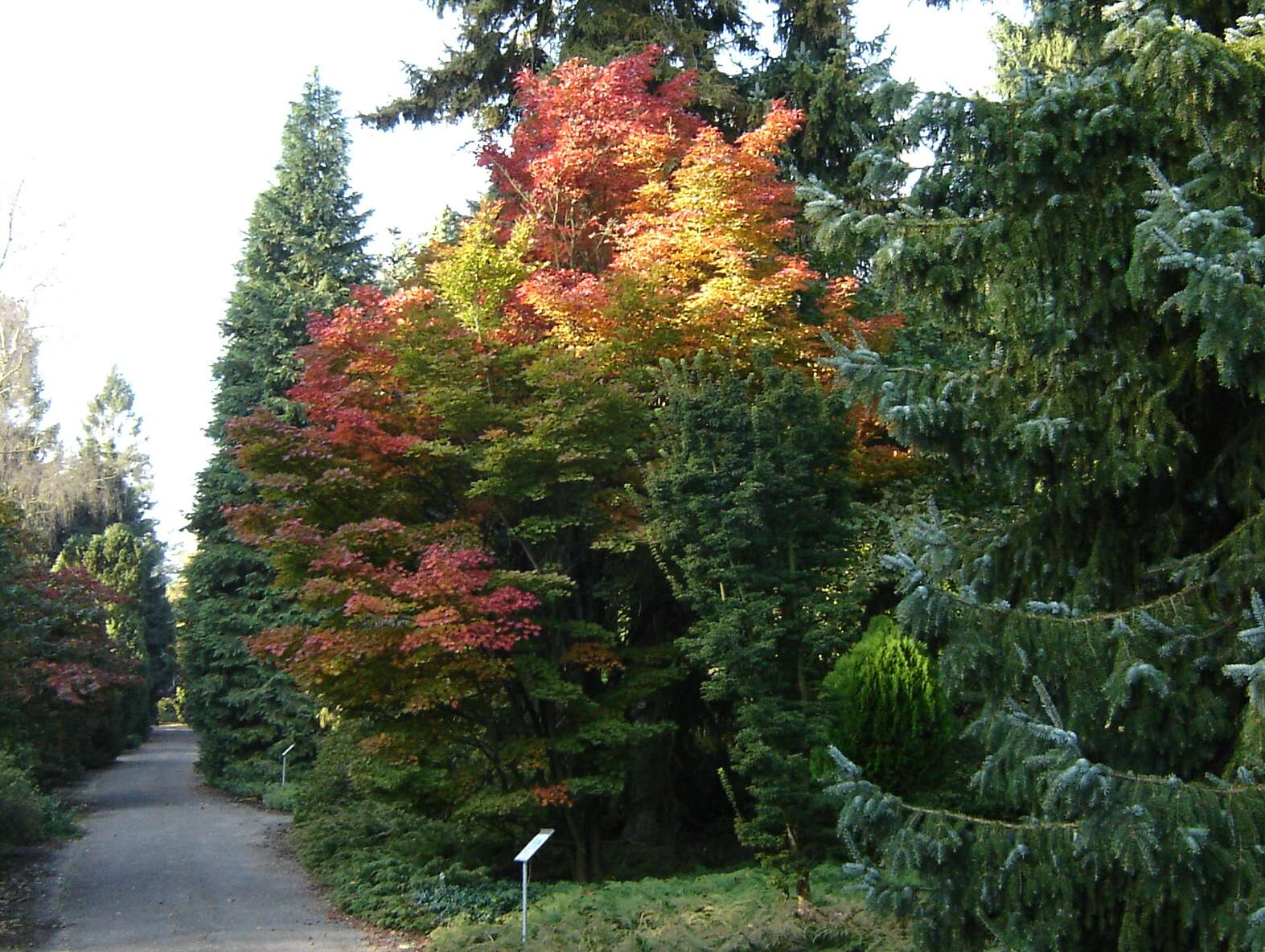
Piante nel Von Gimborn Arboretum

Il Von Gimborn Arboretum è un giardino botanico della cittadina olandese di Doorn (comune di Utrechtse Heuvelrug), nella provincia di Utrecht, approntato a partire dal 1924 da Max Th. von Gimborn (1872-1964). In origine un giardino privato, è stato quindi di proprietà dell'Università di Utrecht (1966-2010) e quindi della Fondazione Von Gimborn Arboretum (Stichting Von Gimborn Arboretum); si tratta di uno dei più grandi giardini botanici dei Paesi Bassi.

## Descrizione
Il giardino è ubicato al nr. 13 di Velperengh.
Il giardino si estende per circa 27 ettari.
Al suo interno si trovano, tra l'altro, sequoie secolari e numerosi rododendri.

## Storia
Max Th. von Gimborn, che era un noto proprietario di una fabbrica d'inchiostri con la passione per la botanica (passione ereditata dal padre farmacista), comprò il terreno su cui sorge il giardino nel 1924. La sua intenzione era in origine quella di costruirvi una casa in cui abitare.
All'epoca, il terreno si estendeva per 47 ettari, ma in seguito alla crisi degli anni trenta fu ridotto a 24 ettari.
Due anni dopo la morte di Von Gimborn, avvenuta nel 1964, il giardino fu acquisito dall'Università di Utrecht.